# Frank Dalby Davison
Frank Dalby Davison (* 23. Juni 1893 in Glenferrie, Victoria; † 24. Mai 1970 in Melbourne) war ein australischer Schriftsteller.

## Leben
Er besuchte zunächst die Caulfield State School und arbeitete dann ab seinem 12. Lebensjahr auf Rinderfarmen und Obstplantagen. Von 1908 bis 1914 lebte er in den USA und lernte den Beruf des Schriftsetzers. Nach seiner Teilnahme am Ersten Weltkrieg arbeitete er als Farmer und im Geschäft seines Vaters. Für die Zeitschrift The Bulletin war er als Kritiker und Mitarbeiter tätig.
1931 wurde er mit der Medaille der Australian Literature Society ausgezeichnet. Er schrieb Kurzgeschichten, Romane, Reisebeschreibungen und Kriegserinnerungen.

## Werke
- Forever Morning: An Australian Romance, 1931
- Man-Shy: A Story of Men and Cattle, 1931
- The Wells of Beersheba: A Light Horse Legend, 1933
- Caribbean Interlude, 1936
- Children of the Dark People, 1936
- The Woman at the Mill, 1940
- Dusty, 1946
- The Road to Yesterday, 1964
- The White Thorntree, 1968